# استركاب ثقافي
الاستركاب الثقافي (الاسم العلمي: Cultural hitchhiking) هو عملية تطوريَة مشتركة للثقافة الجينية من خلالها يجري الانتقاء الثَقافي، والاختيار الجنسي على أساس التفضيل الثقافي، يحد من التنوع في المواقع المحايدة وراثياً التي تنتقل بالتوازي مع السمات الثقافية الانتقائية. يُعتقد أن هذه العملية مسؤولة عن تنوع منخفض بشكل استثنائي في المواقع المحايدة مثل مناطق التحكم في جينوم المايتوكندريا التي لم تُحتَسَب من قبل أي قوى انتقائية أخرى. ببساطة، يمكن أن يظهر اختيار بعض السلوكيات الاجتماعية والثقافية المكتسبة في تشكيل محدد للتركيب الجيني للسكان. في حين أن الفكرة القائلة بأن الثقافة تلعب دورًا مهمًا في تشكيل الجينات المجتمعية مقبولة على نطاق واسع في سياق السكان البشريين، إلا أنها لم يُنظَر فيها أو توثيقها في الكائنات غير البشرية حتى أواخر التسعينيات. صاغ هذا المصطلح عالم الحيوان هال وايتهيد الذي يدرس الثقافات وعلم الوراثة السكانية لمجتمعات الحيتان ذات القرابة.
اقتُرِحَ الاستركاب الثقافي كسبب لتقليل التنوع الجيني في مواقع معينة في الإنسان العاقل من عصر ما قبل التاريخ، والدلافين، والحيتان القاتلة، وحيتان العنبر.
يعتبر التنقّل الثقافي فرضية مهمة لأنه يبحث في العلاقة بين علم الوراثة السكانية والثقافة. من خلال فهم كيف يمكن للسلوك الاجتماعي أن يشكل التكوين الجيني للمجتمعات، يكون العلماء أكثر قدرة على تفسير سبب امتلاك مجتمعات معينة لصفات وراثية متميزة عن عدد السكان الأكبر.

## في الحيتان
اقتُرِحَت هذه العملية في البداية من قبل وايتهيد في ورقة عام 1998 كتفسير للتنوع الجيني المنخفض في أنواع الحيتان ذات القرابة. في هذه المجتمعات، تظل الإناث مجتمعات مع أمهاتهن وقريباتهن الأخريات. يبدو أنهنّ يختَرنَّ أزواجهنًّ من خارج مجتمعهنَّ المباشر على أساس السمات الاجتماعية ذات القيمة الثقافية والكفاءة. كشف تسلسل جينوم المايتوكندريا للأفراد داخل هذه المجتمعات أن لديهم تنوعًا منخفضًا بشكل كبير في مواقع تحكم معينة مقارنةً بمجموعات سكانية مماثلة.
اكتشف وايتهيد أن التكرار النسبي لأنماط الفردانية للمايتوكندريا المميزة للمجموعات التي تظهر سمات مكتسبة اجتماعيًا أكثر تكيفًا سيزداد، في حين أن تواتر هذه الأنماط الفردانية في مجموعات ذات سمات مكتسبة اجتماعيًا أقل تكيفًا سينخفض. يُعتقد أن هذا الضغط الانتقائي العرضي قد أدى إلى انخفاض عام في تنوع النمط الفرداني عبر مجموعة الأنواع بأكملها.

## في الدلافين
في عام 2014، أرجع فريق من علماء الأحياء من جامعة جنوب ويلز التوزيع الجغرافي الرائع للأنماط الفردانية للمايتوكندريا بين المجموعات المجاورة من الدلافين قارورية الأنف في خليج في غرب أستراليا إلى الاستركاب الثقافي. وجد الباحثون فرضية وايتهيد القائلة بأن اختيار السمات الاجتماعية المكتسبة يؤثر على التنوع في مواقع الجينات المحايدة التي تتلاءم جيدًا مع ملاحظاتهم. اكتُشِفَ أن الدلافين التي تحتوي على اثنين من ثلاثة أنماط فردانية للمايتوكندريا عُثِرَ عليها في الغالب في المياه التي يزيد عمقها عن 10 أمتار بينما عُثِرَ على الدلافين ذات النمط الفرداني الثالث في الغالب في أعماق أقل من 10 أمتار. تُظهر بعض الدلافين الموجودة غالبًا في المياه العميقة استراتيجيات البحث عن الطعام التي تنفذ أدوات مثل الإسفنج الموضوع على منقارها. عُثِرَ على هذا السلوك "الإسفنجي" منتشر من خلال الانتقال الاجتماعي الرأسي على طول النمط الأمومي (أي أن الأمهات يعلمن السلوك لأبنائهن). تنتمي جميع الدلافين التي تعرض أحد أنماط الفردوس في المياه العميقة إلى نسب أمي واحد. لخصَ الباحثون في النهاية إلى أن هذه الهياكل الجينية الدقيقة، الأنماط الفردانية للمايتوكندريا المتميزة، ربما نشأت بناءً على السلوكيات المنقولة اجتماعيًا أو بعبارة أخرى من خلال التنقلات الثقافية. أظهرت دراسة في نفس المنطقة ونفس الأنواع أن القصف (استراتيجة البحث عن الطعام خاص بالدلافين قارورية الأنف) يُتَعَلَّم أيضًا بشكل هامشي من الشركاء.

## في البشر الأوائل
اقتُرِحَ الاستركاب الثقافي كتفسير لعنق الزجاجة السكاني لكروموسوم Y المفاجئ الذي استُنتِجَ على نطاق واسع عبر العديد من سكان العالم القديم (إفريقيا وأوروبا وآسيا) حوالي 4000-6000 قبل الميلاد. يُعتقد أن عنق الزجاجة السكاني هذا يشير إلى انخفاض كبير في عدد الذكور الفعال خلال العصر الحجري الحديث إلى ما يقدر بنحو 1/20 من حجمه الأصلي. على الرغم من أن سجلات تسلسل الميتوكوندريا يبدو أنها تشير إلى زيادة عدد السكان غير المحظور في هذا الوقت مما يعني أنه من المحتمل أن يكون هناك اختلاف شديد في أحجام السكان من الذكور والإناث خلال فترة عنق الزجاجة. افترض فريق من الباحثين الدوليين في علم الوراثة وعلم الآثار والأنثروبولوجيا في مقال نشر عام 2018 أن عنق الزجاجة كان نتيجة التنافس داخل المجموعات بين مجموعات الأقارب من الأب، مما تسبب في التنقل الثقافي بين كروموسومات Y والمجموعات الثقافية وتقليل تنوع الكروموسومات Y. المؤلفون زينج و آخرون ناقشوا بأن التنافس بين مجتمعات الأقارب الأبوي ينتج آليتين لهما تأثير محدود على تنوع كروموسوم Y. إحدى الآليات هي أن هذه المجموعات الأبوية بحكم الأصل المشترك تنتج مستويات مرتفعة من تجانس الكروموسوم Y، والتنوع العالي بين المجموعات. الآلية الثانية هي المنافسة العنيفة بين المجموعات والتي تؤدي بشكل غير متناسب إلى إصابات من الذكور من أعضاء المجموعة وبالتالي تركيز الأنماط الزمنية المماثلة Y وفي بعض الحالات الانقراض الكامل للأنساب بأكملها.